# Bricqueville-sur-Mer
Bricqueville-sur-Mer är en kommun i departementet Manche i regionen Normandie i norra Frankrike. Kommunen ligger i kantonen Bréhal som tillhör arrondissementet Coutances. År 2022 hade Bricqueville-sur-Mer 1 263 invånare.

## Befolkningsutveckling
Antalet invånare i kommunen Bricqueville-sur-Mer
| Referens: INSEE |